# Kościół katolicki a aborcja

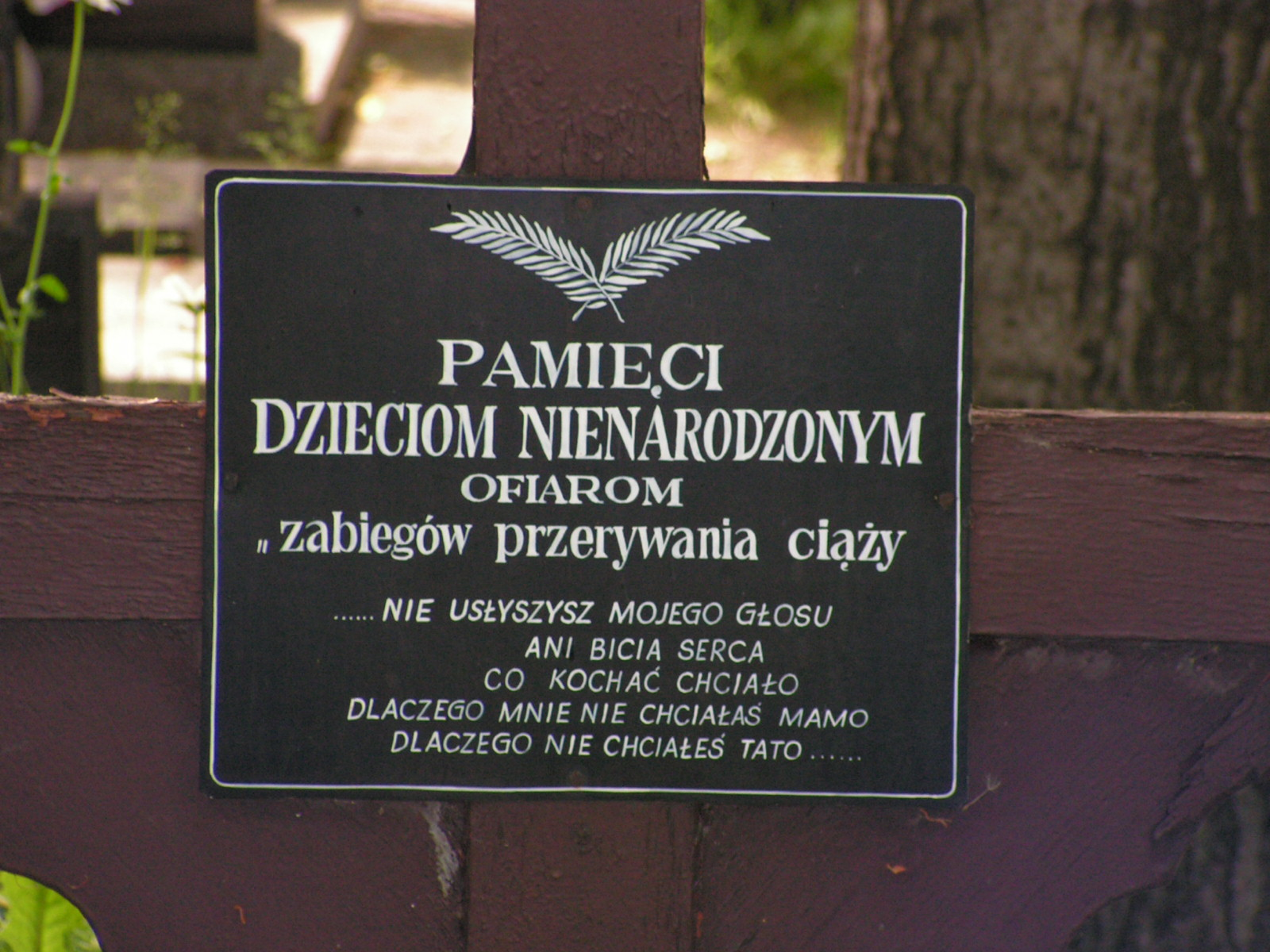
Symboliczny grób dzieci nienarodzonych na cmentarzu Mater Dolorosa w Bytomiu

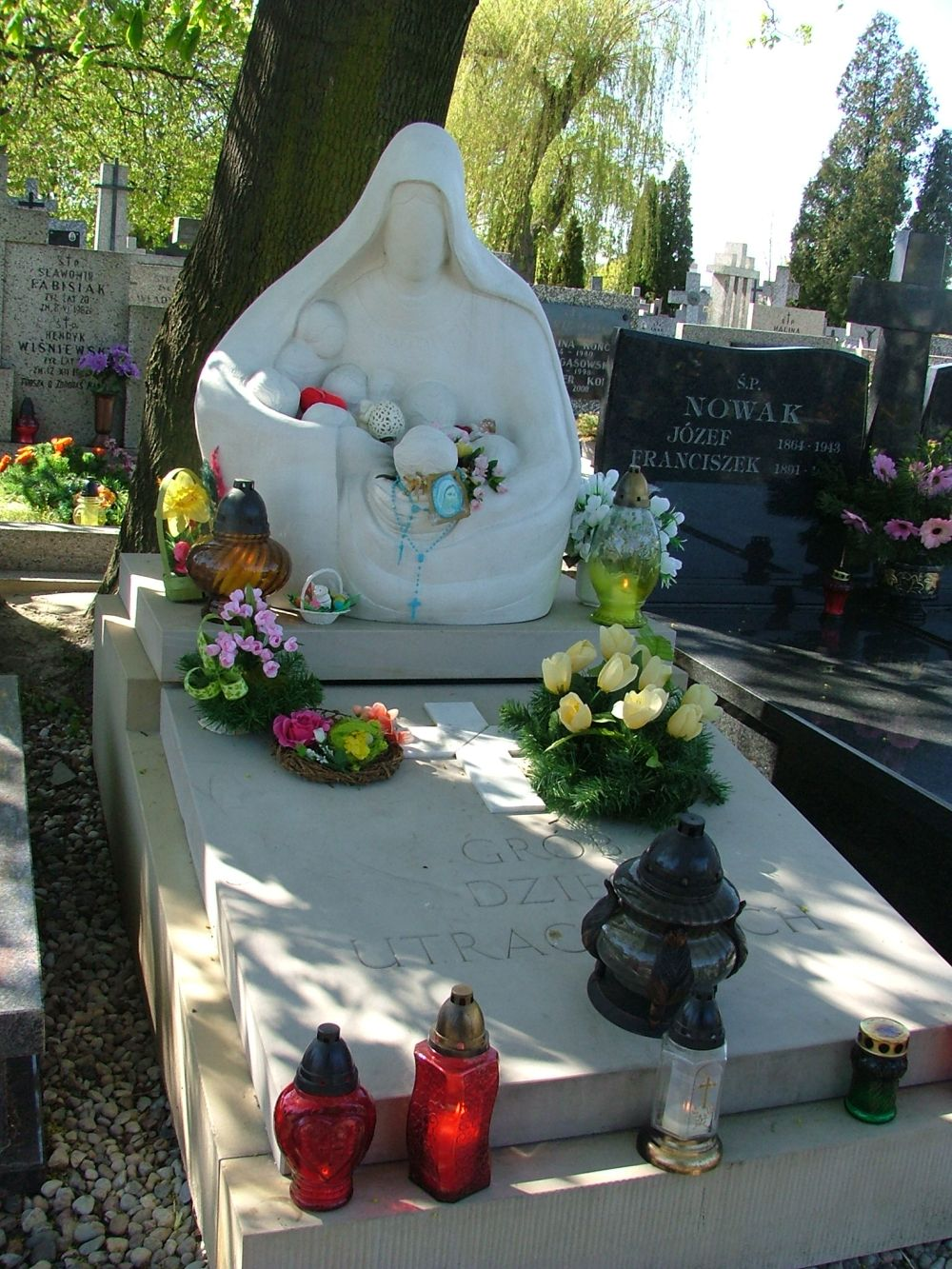
Grób Dzieci Utraconych na starym cmentarzu na Służewie przy ul. Fosa w Warszawie

Stanowisko Kościoła katolickiego w sprawie aborcji wynika wprost z piątego przykazania Dekalogu, które brzmi: „Nie zabijaj”. Kościół naucza, że zarodek ludzki od momentu poczęcia jest człowiekiem, który ma takie samo prawo do życia jak człowiek już narodzony. Dlatego aborcja jest zabójstwem niewinnego człowieka, czyli grzechem ciężkim. Zgodnie z kodeksem prawa kanonicznego, dokonanie lub pomaganie w aborcji pociąga za sobą automatyczną ekskomunikę . Za odpowiednik aborcji Kościół uznaje także niszczenie embrionów ludzkich poza organizmem matki, np. w laboratoriach (zapłodnienie in vitro) . Kościół nie zezwala na aborcję również w sytuacji, gdy zagrożone jest życie matki; dopuszcza jednak wybór, które życie ratować, gdy ocalenie jednego może oznaczać szkodliwie działanie dla drugiego. 
Kościół rozróżnia aborcję pośrednią i bezpośrednią. Aborcja bezpośrednia jest to zabieg mający na celu uśmiercenie płodu znajdującego się w łonie matki. Działanie takie w świetle nauczania Kościoła nie ma żadnego uzasadnienia i jest zdecydowanie potępiane, bez względu na okoliczności. Z kolei aborcja pośrednia jest to zabieg, którego celem jest pomoc matce w przypadku bezpośredniego zagrożenia jej życia (np. usunięcie części jajowodu z zagnieżdżonym w nim zarodkiem w ciąży pozamacicznej). Zabieg ten może, ale nie musi doprowadzić do śmierci zarodka. Jeśli ją spowoduje, wówczas dochodzi do aborcji pośredniej, która według nauki Kościoła nie jest potępiana, choć stanowi „mniejsze zło” i powinna być stosowana jedynie w ostateczności. Etyka chrześcijańska podkreśla potrzebę przyjmowania postaw o charakterze heroicznym i do nich zachęca, ale nie zmusza, zezwalając w sytuacjach skrajnych, gdy zachodzi konieczność wyboru pomiędzy życiem dziecka a życiem matki, na wybór życia matki, bez żadnych negatywnych konsekwencji moralnych. Osoby, które zdecydowały się oddać życie za własne, mające dopiero urodzić się dziecko, są uznawane za święte.

## Starożytność
Aborcja została potępiona w Didache. Potępiali ją Meliton z Sardes, Tertulian i Klemens Aleksandryjski. Bazyli Wielki uznaje aborcję za grzech bez względu na stopień rozwoju płodu/zarodka.

## Średniowiecze
W średniowieczu aborcja była potępiana niemal jednogłośnie. Sporna pozostawała jednak kwestia animacji. W rozważaniach Augustyna z Hippony na temat poronienia nieumyślnie spowodowanego przez osobę postronną np. w bójce (przykład z Księgi Wyjścia) zauważa, że zgodnie z jej treścią kara dla takiej osoby jest zależna od tego, czy płód jest już „ukształtowany” czy „jeszcze bezkształtny”, a więc czy posiada on już duszę. Bazujący na tej samej terminologii płodu ukształtowanego i bezkształtnego Tomasz z Akwinu pisze, że „jeśli konsekwencją [uderzenia] będzie śmierć matki lub ożywionego płodu, to ten, kto uderzał, nie uniknie zarzutu zabójstwa”. Na podstawie ówczesnej embriologii szacowali, że płód otrzymuje duszę około czterdziestego dnia po zapłodnieniu . 
Zdaniem współczesnych biblistów arystotelesowskie terminy ukształtowania i bezkształtności płodu występujące w używanych przez zarówno Augustyna, jak i Tomasza tłumaczeniach Biblii zostały w przeszłości jednak przetłumaczone w sposób niezgodny z hebrajskim oryginałem. Współczesne tłumaczenia opisywanego fragmentu z Księgi Wyjścia nie stawiają granicy pomiędzy płodem ożywionym i jeszcze nieożywionym, ale srogość kary dla winowajcy jest w nich warunkowana tym, czy brzemienna poniosła jeszcze inną szkodę. 
Znane są źródła hagiograficzne z epoki średniowiecza, w których cudów przypominających aborcję dokonywali święci. Nigdy nie zyskały one jednak oficjalnej aprobaty władz kościelnych, a były elementem twórczości ludowej.

## Pius IX
W 1869 roku papież Pius IX w Konstytucji Apostolicae Sedis ustanowił automatyczną ekskomunikę za dokonanie aborcji w każdym okresie ciąży, także preembrionalnym .

## Sobór watykański II
II sobór watykański w 1965 określił, w konstytucji Gaudium et Spes, aborcję wraz z dzieciobójstwem jako „okropne przestępstwo” (łac. nefanda crimina). Zakazane są także następujące praktyki antykoncepcyjne i badawcze, które mogą powodować zniszczenie zapłodnionej komórki jajowej (niezagnieżdżonego zarodka): np. wkładka domaciczna, pigułka antykoncepcyjna (w tym antykoncepcja „po stosunku płciowym”), badania lub terapia oparte na komórkach embrionalnych, zapłodnienie in vitro.

## Paweł VI
W 1974 papieska Kongregacja Nauki Wiary wydała dokument De abortu procurato zaaprobowany przez Pawła VI, przypominający nauczanie Kościoła w kwestii aborcji.

## Jan Paweł II
Papież Jan Paweł II wielokrotnie i jednoznacznie określał aborcję jako zabójstwo, potępiając ją. Podsumowaniem jego nauczania w tym zakresie jest encyklika Evangelium Vitae (łac. Ewangelia życia), opublikowana 25 marca 1995, określająca – w osobnym rozdziale – aborcję jako „odrażającą zbrodnię”.

## Benedykt XVI
Również papież Benedykt XVI bezwarunkowo potępił aborcję. Obecnie Kościół katolicki podkreśla, iż „pierwszym prawem osoby ludzkiej jest jej życie” od momentu poczęcia. Nawet w sytuacji, gdy życie matki jest zagrożone, nie można uznać jej życia za ważniejsze od życia „nienarodzonego dziecka”. Jednak wyraźnie rozróżnia „aborcję bezpośrednią” jako cel sam w sobie (która jest potępiana bezwzględnie) od „aborcji pośredniej”, czyli poronienia spowodowanego przez zabiegi medyczne, niezbędne dla ratowania życia matki (np. usunięcie części jajowodu z zagnieżdżonym w nim zarodkiem, w ciąży pozamacicznej). Kościół nie potępia terapii matki, mogącej doprowadzić do śmierci płodu (tzw. „aborcja pośrednia”).

## Franciszek
1 września 2015, z okazji ogłoszenia Roku Świętego Miłosierdzia, papież Franciszek udzielił wszystkim księżom spowiednikom pozwolenia na rozgrzeszanie wiernych, które dokonały aborcji. Po upływie tego okresu, w końcu 2016 r. w liście „Misericordia et misera” przedłużył obowiązywanie tej decyzji, m.in. słowami: udzielam od tej pory wszystkim kapłanom, na mocy ich posługi, władzy rozgrzeszania osób, które popełniły grzech aborcji”. Jednocześnie papież stwierdził: „Chciałbym podkreślić z całą mocą, że aborcja jest grzechem ciężkim, ponieważ kładzie kres niewinnemu życiu. Jednakże z równą siłą mogę i muszę stwierdzić, że nie ma żadnego grzechu, którego nie mogłoby objąć i zniszczyć Boże miłosierdzie, gdy znajduje serce skruszone, które prosi o pojednanie się z Ojcem”.